# Vuelta Independencia Nacional
La Vuelta Independencia Nacional è una corsa a tappe maschile di ciclismo su strada che si svolge in Repubblica Dominicana ogni anno nel mese di febbraio. Dal 2008 al 2017 e nel 2019 è stata inserita nel calendario dell'UCI America Tour come prova di classe 2.2.

## Albo d'oro
Aggiornato all'edizione 2020.
| Anno | Vincitore               | Secondo                 | Terzo              |
| ---- | ----------------------- | ----------------------- | ------------------ |
| 1979 | Bernardo Cólex          | Luis Bueno              | Marcos López       |
| 1980 | Justo Galaviz           | Gilson Alvaristo        | Juan Arroyo        |
| 1981 | Dale Stetina            | Russell Harrington      | Antonio Uzcategui  |
| 1982 | Antonio Agudelo         | Juan Luis Rodríguez     | Raúl Acosta        |
| 1983 | Salvador Rios           | Bernardo Cólex          | Tony Chanystein    |
| 1984 | Antonio Agudelo         |                         |                    |
| 1985 | Gustavo Pardo           | Teodoro Sosa            | Pastor Ortiz       |
| 1986 | Ángel Alayón            | Samuel Villamizar       | Rafael Díaz        |
| 1987 | Marino García           | Teodoro Sosa            | Wilfredo Tadeo     |
| 1988 | Marino García           | Manuel Prieto           | Robinson Merchán   |
| 1989 | José Lindarte           | Mario Medina            | José Torres        |
| 1990 | Fernando Correa         | Mario Medina            | José Lindarte      |
| 1991 | José Vicente Ávila      | José Hernández          | Alberto Cruz       |
| 1992 | Omar Trompa             | Henry Ortiz             | Julio Aguirre      |
| 1993 | Oscar Mendoza           | Luis Borroso            | Roger Bordavere    |
| 1994 | Annullata               | Annullata               | Annullata          |
| 1995 | Eliecer Valdés          | Iodis Tavárez           | Osmani Álvarez     |
| 1996 | Frank Agustin           | Matt Robins             | Iván Meneses       |
| 1997 | Eurico Parlsche         | Rolf Luber              | Wendy Cruz         |
| 1998 | Robinson Merchán        | Omar Pumar              | Jürgen Werner      |
| 1999 | Tommy Alcedo            | Nivaldo Enríquez        | Enrico Poitschke   |
| 2000 | Alexis Méndez           | José Ibáñez             | Julio César Rangel |
| 2001 | Manuel Guevara          | Heiko Szonn             | Guillermo Chapano  |
| 2002 | Maksim Iglinskij        | Branley Nunez           | Julio César Rangel |
| 2003 | Gregorio Ladino         | Juan Antonio Barrero    | Edilberto Suarez   |
| 2004 | Maksim Iglinskij        | Carlos Manuel Hernández | Rafael Infantino   |
| 2005 | Andrej Mizurov          | Carlos José Ochoa       | Ismael Sánchez     |
| 2006 | Richard Ochoa           | Chris Frederick         | Jorge Luis Pérez   |
| 2007 | Jairo Pérez             | Miguel Ubeto            | Predrag Prokić     |
| 2008 | Carlos José Ochoa       | Augusto Sánchez         | Ismael Sánchez     |
| 2009 | Luis Fernando Sepúlveda | Wendy Cruz              | Rafael Germán      |
| 2010 | Augusto Sánchez         | Bruno Langlois          | Arman Kamyšev      |
| 2011 | Tomás Gil               | Manuel Medina           | Marco Arriagada    |
| 2012 | Ismael Sánchez          | Robigzon Oyola          | Eduard Beltrán     |
| 2013 | Edwin Sánchez           | Óscar Pachón            | Bruno Langlois     |
| 2014 | Edwin Sánchez           | Rob Britton             | Pedro Torres       |
| 2015 | Robigzon Oyola          | Edward Ortiz            | Chris Butler       |
| 2016 | Ismael Sánchez          | Diego Ochoa             | Sergio Godoy       |
| 2017 | Ismael Sánchez          | Adellyn Cruz            | Anderson Paredes   |
| 2018 | Augusto Sánchez         | Diego Milán             | Adellyn Cruz       |
| 2019 | Robinson Chalapud       | Óscar Sevilla           | Cristhian Montoya  |
| 2020 | Ismael Sánchez          | Clever Martínez         | Colin Patterson    |